# ペテーフィ橋
座標: 北緯47度28分44秒 東経19度03分48秒 / 北緯47.47889度 東経19.06333度

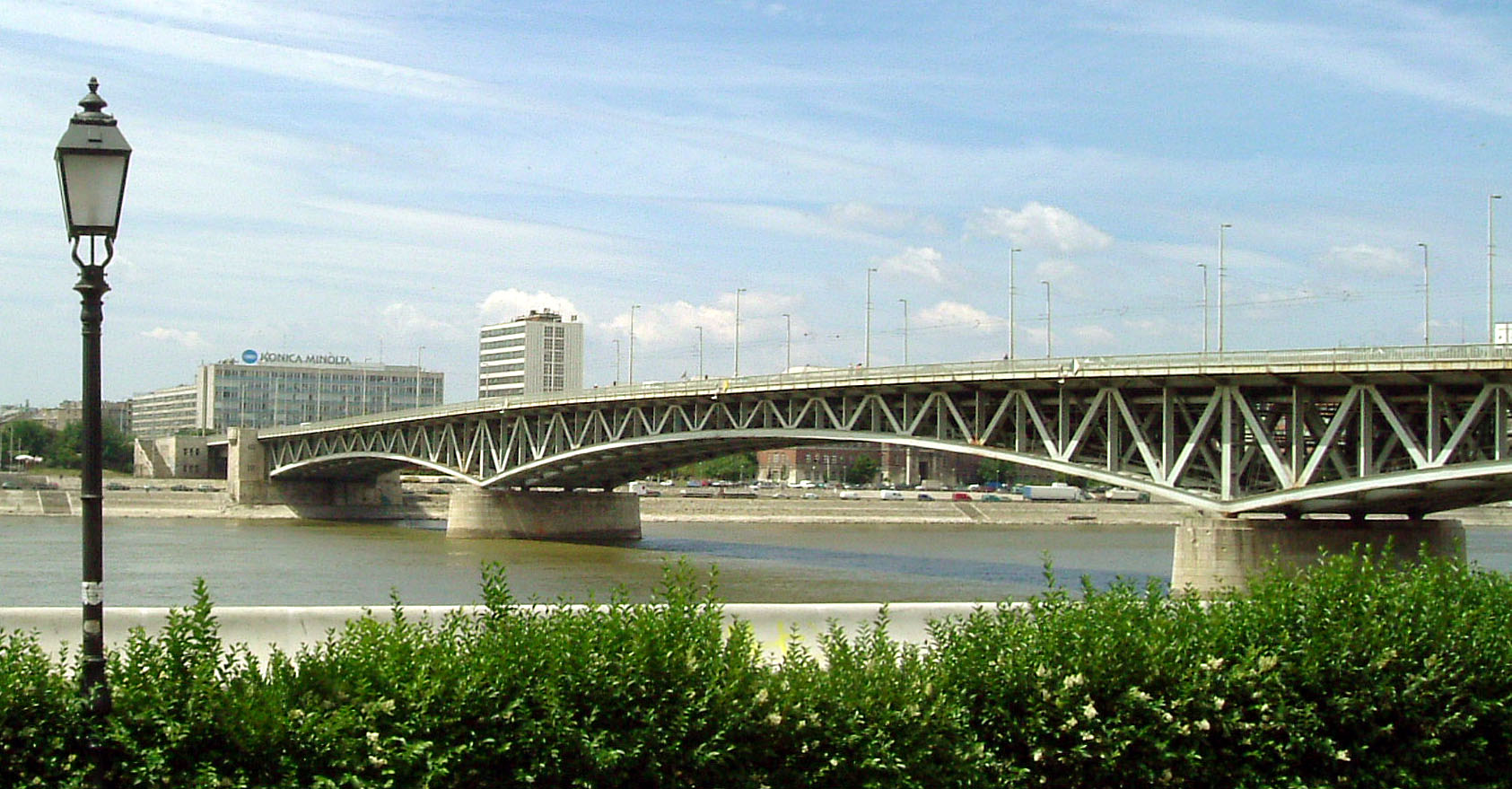
ブダペスト郊外電車より望むペテーフィ橋

ペテーフィ橋（洪:Petőfi híd）とは、ハンガリーブダペストにあるペシュト地区とブダ地区とを結ぶドナウ川にかかる橋である。かつてはホルティ・ミクローシュ橋と呼ばれていた。

## 概要
ペテーフィ橋はペテーフィ・シャーンドルから名前を取った橋であり、かつての名称であるホルティ・ミクローシュ橋はホルティ・ミクローシュから名前を取っている。また、長さは514 mで幅は25.6 mである。
ペテーフィ橋はブダペストにある公用の橋としては南から二番目にあり、橋の両端はナジケルートの終点であるボラーロス広場とブダペスト科学技術・経済大学に隣接するジェルジ・ゴールドマン広場となっている。

## 歴史
この橋は1933年から1937年にかけてアールジャイ・フベルト・パールの計画によって作られた。そして、第二次世界大戦後に再建された。